# Rhinotmetus
Rhinotmetus là một chi bọ cánh cứng trong họ Chrysomelidae.
Chi này được miêu tả khoa học năm 1860 bởi Clark.

## Các loài
Chi này gồm các loài:
- Rhinotmetus tortuosus Bechyne, 1997